# Ludwik Wielki Delfin
Ludwik zwany Wielkim Delfinem (fr. Louis de France le Grand Dauphin, ur. 1 listopada 1661 w Fontainebleau, zm. 14 kwietnia 1711 w Meudon) – najstarszy syn Ludwika XIV i Marii Teresy Hiszpańskiej, dziedzic tronu Francji, którego jednak nie objął w posiadanie.
Urodził się rok po ślubie swoich rodziców. Potem urodziło mu się młodsze rodzeństwo – trzy siostry: Anna Elżbieta, Maria Anna i Maria Teresa, oraz dwóch braci: Filip Karol i Ludwik Franciszek, ale wszyscy oni zmarli we wczesnym dzieciństwie. Ludwik otrzymał solidne wykształcenie. Jego nauczycielem był Jacques-Bénigne Bossuet, słynny francuski ksiądz i mówca, a ojciec Le Tellier, królewski spowiednik, na prośbę króla napisał dla Ludwika słynny zbiór rad Ad usum Delphini. Mimo swojej inteligencji, Ludwik okazał się jednak leniwym i biernym uczniem. Już jako dorosły człowiek potrafił spędzić cały dzień w fotelu stukając kijem w swój but. Mimo tego wszystkiego Ludwik był bardzo popularny wśród mieszkańców Paryża oraz całej Francji.

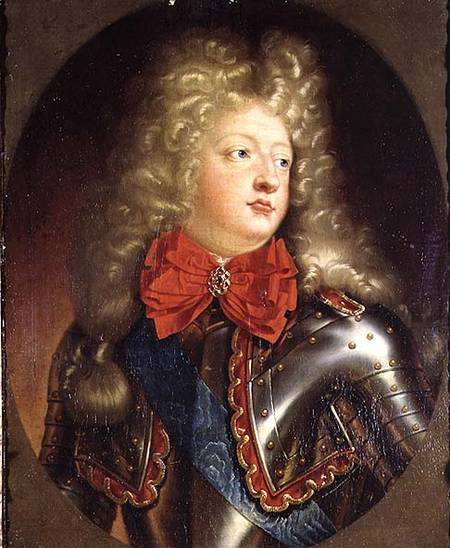
Młody delfin Ludwik

Pozwolono mu uczestniczyć w obradach rady królewskiej, na której jednak nie udzielał się. Jako następca tronu był stale otoczony przez oportunistów, którzy liczyli na jego względy. Podczas wojny z Ligą Augsburską Ludwik został wysłany nad Ren, gdzie walczył pod dowództwem marszałka Sebastiana Vauban. Brał udział w podbiciu Philippsburga i zapobieżeniu wkroczenia do Alzacji wojsk cesarza. Ludwik okazał się znakomitym dowódcą. Odegrał istotną rolę również w wojnie o sukcesję hiszpańską. Sam zrzekł się praw do tronu Hiszpanii na korzyść swojego drugiego syna Filipa, księcia Andegawenii. Prawa te należały mu się dzięki jego matce – hiszpańskiej księżniczce. Dzięki temu Francja i Hiszpania pozostały oddzielnymi królestwami z oddzielnymi, ale spokrewnionymi monarchami.

## Podsumowanie życia i śmierć
Ludwik zapewnił trwanie francuskiej linii Burbonów (król Ludwik XV był jego wnukiem) i patriarchą hiszpańskiej linii Burbonów (poprzez swojego syna – Filipa, księcia Andegawenii). Oprócz tego Ludwik zajmował się kolekcjonowaniem sztuki – powiększył kolekcję wersalską i dodatkowo założył swoją prywatną kolekcję w Meudon. Kochał polowania i mówiło się, że to on przyczynił się do wyginięcia populacji wilków w Île-de-France.
Ludwik zmarł niedługo po wybuchu wojny o sukcesję hiszpańską, w 1711 roku, mając pięćdziesiąt lat. Kolejnym następcą tronu Francji został jego najstarszy syn, ale i on nie objął tronu. Obaj zmarli najprawdopodobniej na ospę. Niektórzy spekulują, że Ludwik został zamordowany. Objęcie przez niego tronu byłoby bardzo niekorzystne dla obcych potęg, ponieważ zapowiadał się na bardzo dobrego władcę.

## Małżeństwa i potomstwo

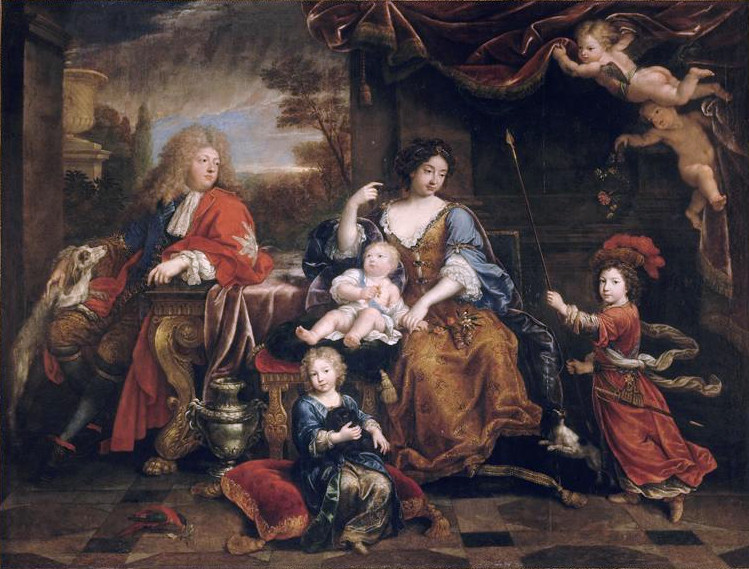
Ludwik z żoną i synami

7 marca 1680 Ludwik poślubił swoją kuzynkę Marię Annę, księżniczkę bawarską, która urodziła mu trzech synów:
- Ludwik, książę Burgundii, delfin Francji (1682–1712)

∞ Maria Adelajda, księżniczka sabaudzka
- Filip V Hiszpański, książę Andegawenii (1683–1746), król Hiszpanii

∞ Maria Ludwika, księżniczka sabaudzka
∞ Elżbieta Farnese, dziedziczka parmeńska
- Karol, książę Berry (1686–1714)

∞ Maria Ludwika Elżbieta, księżniczka orleańska
Ludwik miał też drugą żonę, sekretnie poślubioną Marię Emilię de Joly de Choin (1670–1732), damę dworu przyrodniej siostry Ludwika – Marii Anny, księżnej-wdowy de Conti.
Z aktorką Françoise Pitel de Longchamp (1662–1721), Ludwik miał trzy nieślubne córki:
- mademoiselle de Fleury (ur. w Meudon, zm. w dzieciństwie)
- Annę Ludwikę, mademoiselle de Fleury (1695 – sierpień 1716)

∞ Anne Errard, markiz d'Avaugour
- Charlottę, mademoiselle de Fleury (6 lutego 1697–1750)

∞ Gérard Michel de La Jonchère
Z Marie Anne Caumont de La Force, Ludwik miał jedną nieślubną córkę:
- Ludwikę Emilię de Vautedard (1694–1719)

∞ Nicolas Mesnager